# Бильдт, Гиллис
Барон  Дидрикс-Андерс-Гиллис Бильдт (швед. Didrik Anders Gillis Bildt; 16 октября 1820, Гётеборг, Швеция — 22 октября 1894, Стокгольм) — шведский политический, государственный, дипломатический и военный деятель, премьер-министр Швеции с 6 февраля 1888 по 12 октября 1889 года. Генерал-лейтенант.

## Биография
Сын офицера (подполковника) шведской армии. Представитель одного из самых знатных шведских аристократических родов. Среди его родственников были министры, начальники Генштаба, дипломаты. А его праправнук Карл Бильдт, известный шведский политик и дипломат, премьер-министр Швеции с 1991 по 1994 гг., лидер Умеренной коалиционной партии Швеции с 1986 по 1999 гг. В 1995—1997 гг. занимал пост спецпредставителя ЕС в бывшей Югославии и Верховного представителя в Боснии и Герцеговине, в 1999—2001 гг. был специальным посланником Генерального секретаря ООН на Балканах. С 2006 года по 2014 год являлся министром иностранных дел Швеции.
Гиллис Бильдт пошёл по стопам отца и сделал успешную карьеру в армии в качестве артиллерийского офицера, достигнув звания генерал-лейтенанта.
В 1837 году окончил Военную академию Карлберг в Стокгольме и поступил на службу в Гёталандский артиллерийский полк. В 1842 году получил высшее образование в Мариеберге, где за трудолюбие и компетентность, привлёк к себе внимание Кронпринца Оскара (впоследствии короля Оскара I). После в течение нескольких лет работал в качестве преподавателя математики, а также продолжал военную карьеру. В 1847 был избран в Риксдаг.
В 1851 — лейтенант, адъютант короля Швеции Оскара I. В 1854 получил чин майора, в 1856 — подполковник, в 1858 — полковник. В 1859 году стал генерал-майором и был назначен первым адъютантом короля Карла XV. В 1864 — пожалован баронством. С 1875 года — генерал-лейтенант.
В 1858—1862 — ландсхёвдинг (губернатор) Готланда. В 1862—1874 — губернатор Стокгольма.
В 1874—1886 — посол в Германии. В 1886 году стал граф-маршалом Швеции.
6 февраля 1888 занял пост премьер-министра Швеции. Будучи сторонником умеренного протекционизма, стремился достичь консенсуса, а не заниматься политикой разделения, поэтому пригласил в сформированный им кабинет министров, как представителей свободной торговли, так и протекционистов.
Под его руководством правительство ввело защитные таможенные пошлины. 12 октября 1889 года ушёл в отставку.

## Награды
- Орден Красного орла 1-го класса (21 августа 1867)[6]
- Орден Короны 1-го класса с эмалированной лентой ордена Красного орла (2 октября 1872)[7]
- Орден Красного орла большой крест (27 июля 1888, как кавалер ордена Чёрного орла)
- Орден Чёрного орла (27 июля 1888)[8]